# Ещё раз, ещё раз
«Ещё раз, ещё раз...» — стихотворение русского поэта Велимира Хлебникова, написанное в 1922 году.

## История создания
Ещё раз, ещё раз,

Я для вас

Звезда.

Горе моряку, взявшему

Неверный угол своей ладьи

И звезды:

Он разобьётся о камни,

О подводные мели.

Горе и вам, взявшим

Неверный угол сердца ко мне:

Вы разобьётесь о камни,

И камни будут надсмехаться

Над вами,

Как вы надсмехались

Надо мной.

Обложка книги «Стихи», в которой впервые было опубликовано стихотворение

Стихотворение «Ещё раз, ещё раз...» — одно из заключительных в творчестве Велимира Хлебникова. Оно написано в мае 1922 года, менее чем за два месяца до его смерти.
Первая строка «Ещё раз, ещё раз...» встречается в «Гроссбухе» Хлебникова среди записей 1921 года, однако дальнейшей разработки тогда она не получила. Словосочетание восходит к молитвенно-заговорным формулам русского духовного фольклора. Например, в рабочих записях Хлебникова 1922 года встречается фраза «ещё раз, моя питомая, прикоснусь к тебе головушкой» из сборника Алексея Соболева «Обряд прощания с землёй перед исповедью, заговоры и духовные стихи». Существует вариант второй строчки «Я для вас вечная звезда».
Стихотворение было впервые опубликовано в 1923 году в книге Хлебникова «Стихи», вышедшей в Москве. Оно набрано курсивом и фактически стало эпиграфом к остальным произведениям сборника. С тех пор оно включалось в большинство избранных изданий Хлебникова и антологий, где он был представлен.

### Предпосылки
Хлебников неоднократно сталкивался с пренебрежительным отношением к себе. Это было связано с особенностями его бытового поведения: он мог увлечённо сосредотачиваться на каком-либо деле, надолго задумываться, не замечая остального вокруг, был застенчив, неуклюж и рассеян, говорил порой очень тихо. Общеизвестен факт, что Хлебников носил рукописи стихотворений в наволочке и вообще относился к ним крайне небрежно. Часто такое поведение становилось предметом насмешек, иногда, пользуясь этими особенностями Хлебникова, его обманывали и обворовывали. Кроме того, поэт сталкивался с непониманием и со стороны других литераторов. Так, в апреле 1920 года в Харькове имажинисты во главе с Анатолием Мариенгофом и Сергеем Есениным устроили шуточное публичное посвящение Хлебникова в Председатели земного шара, которое он, одержимый утопическими идеями, воспринял всерьёз. Однако после представления у него отобрали перстень, символизировавший председательский титул. Незадолго до смерти Хлебников заподозрил Владимира Маяковского в пропаже своих рукописей, которые, позже нашлись, однако Велимир так и не узнал об этом и в последние месяцы жизни был расстроен. Кроме того, последние годы жизни Хлебников провёл далеко от Москвы и Петрограда, где оставались прежние литературные знакомые, у него не было стабильного выхода к читателю.

## Содержание
По мнению исследователя Николая Степанова, в позднем творчестве Хлебникова есть целый ряд стихотворений, которые наполнены предчувствием трагического конца и болезненным переживанием одиночества: «Я видел юношу-пророка...», «Я вышел юношей один...», «Одинокий лицедей», «Не чёртиком масленичным...», «Всем».
В них он пишет о себе. Это человеческий документ, обнажённый в своей искренности и порыве отчаяния.
Хотя Степанов не включает «Ещё раз, ещё раз...» в эту категорию, литературовед Виктор Григорьев  считает его относящимся к тому же ряду вместе со стихотворением «Русские десять лет меня побивали каменьями...».
Хлебниковед София Старкина называет стихотворение «Ещё раз, ещё раз...» «горьким предостережением потомкам» и отмечает, что в этом стихотворении поэт говорит «не только о своей судьбе, но и о судьбе каждого творца, не понятого и не признанного современниками». По мнению поэта Евгения Евтушенко, это пророческое предупреждение в адрес тех, кто посмеивался или издевался над Хлебниковым.
Виктор Григорьев не связывает пафос стихотворения с личными обстоятельствами: по его мнению, оно, написанное во время нэпа, обращено к современникам, но адресовано будущему. Григорьев обнаруживает в стихотворении библейские интонации, которые передают трагизм положения поэта, убеждённость в нужности его творчества и надежду быть понятым:
В предельно сжатой форме поэт подводит здесь итоги своему пути, в последний раз предостерегает приобретателей, устремленных к „обществу потребления“, и говорит с читателем на таком языке, который как будто понятен всем и каждому, будучи „прост“, как общедоступная правда и почти как прозрачная проза, но в то же время внятен лишь тем, кто способен взять верный угол по отношению и к этому языку, и к правде хлебниковского творчества, и к этике нового общества.

## Особенности
С формальной точки зрения это стихотворение из 15 строк без строфического деления, написанное верлибром. Литературовед Виктор Григорьев считает, что верлибр позволяет сохранять нужную интонацию стихотворения.
Стихотворение полностью лишено примет футуристической поэзии, в нём нет неологизмов, его «семантика обнажена». Смысл передаётся с помощью аллегорий и общекультурных символов, а также лексических повторов.
Виктор Григорьев называет стихотворение «Памятником» — по аналогии с одноимённым итоговым произведением Александра Пушкина. Тем не менее Хлебников, в отличие от Пушкина, не разъясняет главную мысль путём обобщения своих дел и идей — он ограничивается единственным словом-образом «звезда», важным для его творчества и часто встречающимся в нём.

## Отражение в культуре
В документальном фильме «Поэзия. Велимир Хлебников. 1885—1922», вышедшем в 1985 году к 100-летию со дня рождения Хлебникова, стихотворение «Ещё раз, ещё раз...» читает поэт Евгений Евтушенко.
Исследователь Григорий Дробинин обнаруживает структурное влияние стихотворения Хлебникова на стихотворение Алексея Хвостенко «Он уехал», входящее в поэму «Памятник лётчику Мациневичу».

## Переводы
Существует перевод стихотворения на английский язык, сделанный Дмитрием Оболенским («Once again, once again...»).